# دانشگاه آگزبرگ
دانشگاه آگسبورگ یک دانشگاه خصوصی در مینیاپولیس، مینه سوتا است. این مؤسسه به کلیسای انجیلی لوتری در آمریکا وابسته است.
لوتریان نروژی آگسبورگ را به عنوان مدرسه علمیه تأسیس کردند. این مدرسه در سال ۱۸۶۹ به عنوان یک مدرسه علمیه نروژی-آمریکایی تأسیس شد. امروزه این دانشگاه تقریباً ۳۰۰۰ دانشجو در مقطع کارشناسی و ۸۰۰ دانشجو در مقطع کارشناسی ارشد ثبت نام می‌کند.